# Kullanpää
Kullanpää este o arie protejată (arie specială de conservare — SAC, sit de importanță comunitară — SCI) din Finlanda întinsă pe o suprafață de 28 ha, integral pe uscat.

## Localizare
Centrul sitului Kullanpää este situat la coordonatele 61°37′25″N 24°32′30″E / 61.6236°N 24.5417°E.

## Înființare
Situl Kullanpää a fost declarat sit de importanță comunitară în august 1998 pentru a proteja un număr necunoscut de specii din flora spontană și fauna sălbatică aflate în arealul zonei. Situl a fost protejat și ca arie specială de conservare în aprilie 2015.

## Biodiversitate
Situată în ecoregiunea boreală, aria protejată conține 1 habitat natural: Taiga vestică.
La baza desemnării sitului se află un număr nedeclarat de specii protejate.